# David Kannemeyer
David Charles Kannemeyer (Cidade do Cabo, 8 de julho de 1977) é um ex-futebolista sul-africano que atuava como defensor.

## Carreira
Estreou profissionalmente em 1995, com apenas 18 anos, no Cape Town Spurs (atual Ajax Cape Town), onde permaneceria até 2000, quando a equipe já havia sido renomeada. Em 2001, teve uma fugaz passagem pela equipe dinamarquesa do Lyngby BK (duas partidas, um gol).
Passou ainda por Kaizer Chiefs, Mamelodi Sundowns e Supersport United antes de ingressar no Black Aces. Desde sua dispensa, ao final da temporada 2011-12 na África do Sul, Kannemeyer encontra-se sem clube.

## Seleção
Kannemeyer jogou pela Seleção Sul-Africana entre 2000 e 2006, atuando em quinze partidas, não marcando nenhum gol.
Fez parte do elenco dos Bafana Bafana que disputou os Jogos Olímpicos de Verão de 2000 e as edições de 2002 e 2004 da Copa das Nações Africanas. Era nome certo entre os convocados de Jomo Sono para a Copa de 2002, mas acabou preterido. 